# La Rabatteuse
 (janvier 2013).
Si vous disposez d'ouvrages ou d'articles de référence ou si vous connaissez des sites web de qualité traitant du thème abordé ici, merci de compléter l'article en donnant les références utiles à sa vérifiabilité et en les liant à la section « Notes et références ».
 Pour plus de détails, voir Fiche technique et Distribution
La Rabatteuse est un film pornographique français de Claude Bernard-Aubert (réalisé sous le pseudonyme de Burd Trandbaree)  sorti sur les écrans en 1978.
Le film suit un homme qui confie à l'un de ses amis le soin de s'occuper de sa copine en son absence. Celle-ci, qui est parfaitement d'accord avec la transaction, est douée de la faculté peu commune de pouvoir procurer à un homme toutes les femmes qu'il désire et de l'en débarrasser tout aussi facilement.

## Synopsis
Dans un hall d'aéroport, un homme obligé de provisoirement s'en aller pour cause de mobilité professionnelle, confie à l'un ses amis le soin de s'occuper de sa copine, Jocelyne, en son absence. Celle-ci, qui est parfaitement d'accord avec la transaction, est douée de la faculté peu commune de pouvoir procurer à un homme toutes les femmes qu'il désire.

Lui prouvant aussitôt son talent, Jocelyne demande à Robert si l'hôtesse de l’air accoudée au bar lui plaît. Sa réponse étant affirmative, Jocelyne lui donne rendez-vous pour huit heures et suit la femme dans les toilettes. À l'heure dite, elle se présente avec Inge qui se montre immédiatement très provocante. Une scène torride à trois s'ensuit.
Afin de remercier Jocelyne, Robert l'emmène dans un magasin de lingerie féminine pour lui offrir un cadeau. Tandis qu’ils suivent la vendeuse vers le salon d'essayage, Robert remarque une femme, la comtesse de Mormole, « une emmerdeuse qui tient absolument à s'habiller junior » selon la vendeuse. Après l’essayage et des ébats auxquels la vendeuse participe, Jocelyne promet à Robert de livrer la comtesse à ses désirs le soir même.

Arrivant chez Robert à neuf heures, Jocelyne est accompagnée de la comtesse, une femme aux airs pincés qui fait néanmoins preuve d'un tempérament très torride. Dès lors, Jocelyne va se montrer infaillible, Robert remarquant une mère et sa fille à la terrasse d'un café, Jocelyne lui livre les deux femmes qu'il possède toutes les deux en même temps grâce à un godemichet. Suivent ensuite, l'ouvreuse noire d'un cinéma, une femme promenant son chien dans la rue, une autre garant sa voiture et une vendeuse dans une vitrine de magasin.
Enfin, remarquant une femme qui dépose un pli dans une boîte aux lettres, Robert décrète qu'il la veut « nue sous son imperméable noir avec bas noirs et jarretelles noires ». Celle-ci, prénommée Nadine, arrive avec un carton contenant sa robe blanche car elle doit se marier le lendemain. Alors qu'ils sont en pleine action, on sonne à la porte et paraît le chauffeur de la comtesse qui demande si sa maîtresse peut venir se joindre à eux. Robert y consent mais glisse une clé dans la main du chauffeur en lui recommandant de revenir plus tard discrètement. Robert fouette la comtesse, se fait sodomiser par Nadine avec un godemichet puis cède la place au chauffeur qui est entré subrepticement pour prendre sa maîtresse. Le film se termine sur l'image de deux couples, tête bêche, en train de faire l'amour.

## Scènes pornographiques
- Si vous ne connaissez pas le sujet, laissez ce bandeau (vous pouvez alors contacter les auteurs).
- Si vous supprimez le contenu mis en cause (vous pouvez préalablement contacter les auteurs),

argumentez précisément cette suppression dans la page de discussion
(un manque de référence n'est pas un argument ; une recherche réelle de référence doit avoir été effectuée, être formellement documentée).
Le film contient neuf scènes dont Robert constitue, à l'exception de la dernière, l'unique élément masculin. Jocelyne est présente et participe à chaque scène.
1. Invitée à dîner, l'hôtesse de l'air (Karine Gambier) se montre très empressée et Jocelyne doit la retenir jusqu'à la fin du repas (fellation, pénétration vaginale).
2. Jocelyne entraîne la vendeuse du magasin (Danièle Troger) à essayer des dessous (fellation, pénétration vaginale).
3. La comtesse de Mormole (Emmanuelle Parèze) se dévergonde avec beaucoup d'enthousiasme (fellation, pénétration vaginale et sodomie). Elle est tellement satisfaite qu'elle souhaite les revoir. Mais Robert s'y oppose car « une seule fois suffit bien ». Jocelyne lui confirme que « Tu sais bien que je suis aussi là pour éviter qu'on te les casse, comme tu dis si bien ».
4. Robert se rend chez Edith (Marion Schultz) et Émilie (France Lomay), une mère et sa fille. Émilie est (presque) vierge car elle n'a jamais fait l'amour avec un homme. Il les possède toutes les deux en même temps grâce à un godemichet que Robert met à l'envers (fellation, pénétration vaginale et sodomie).
5. L'ouvreuse noire d'un cinéma (Nicole Velna) vient chez Robert, danse et fait l'amour (fellation, cunnilingus, pénétration vaginale).
6. La femme au chien (Samantha) dans une scène très courte (pénétration vaginale).
7. Une femme qui garait sa voiture (Alexandra Sand) (fellation, pénétration vaginale).
8. Une vendeuse dans la vitrine d'un magasin (fellation, pénétration vaginale).
9. Orgie finale. La mariée (Barbara Moose) revêt sa robe blanche. Surviennent la comtesse et son chauffeur qui se mêlent à la fête (fellation, pénétration vaginale, sodomie avec godemichet).

## Fiche technique
- Titre : La Rabatteuse
- Réalisation : Claude Bernard-Aubert (comme Burd Trandbaree)
- Scénario : François Favre
- Photographie : Jean Collomb • Jean Fattori • Pierre Fattori
- Montage : Gabriel Rongier (comme Roger Brigelain)
- Musique : Alain Goraguer (comme Paul Vernon)
- Production : Francis Mischkind • Claude Bernard-Aubert
- Sociétés de production : F.F.C.M. • Shangrila Productions
- Distribution : Alpha France
- Durée : 90 min
- Date de sortie : 15 février 1978
- Pays :  France
- Genre : pornographie
- Autres titres connus
  -  États-Unis : The Oddest Couple
  -  Espagne : La mujer gaucho

## Distribution
- Brigitte Lahaie : Jocelyne
- Gislain Van Rove : Robert
- Karine Gambier (comme Barbara Stephen) : Inge, l'hôtesse de l'air
- Emmanuelle Parèze (comme Danielle Delaude) : Géraldine, la comtesse de Mormole
- France Lomay : Émilie, la jeune fille accompagnée par sa mère
- Nicole Velna (comme Nicole Nate) : l'ouvreuse du cinéma
- Gérard Gregory : l'homme de l'aéroport
- Geneviève Hue (comme Samantha) : la femme qui promène son chien
- Alexandra Sand : une femme garant sa voiture
- Barbara Moose : Nadine, la future mariée
- Claude Janna (comme Rachel) : une fille du magasin
- Gérard Gregory : l'homme de l'aéroport
- Danièle Troeger : la vendeuse du magasin de lingerie féminine (non créditée)
- Marion Schultz : Edith, la mère de la jeune fille (non créditée)
- Richard Allan : le chauffeur de la comtesse (non crédité)